# Jorge Henriques Fuente
Jorge Augusto Eduardo Henriques Fuentes (Guayaquil, Provincia del Guayas, 2 de septiembre de 1921-31 de octubre de 1999) fue un futbolista y exentrenador ecuatoriano.

## Trayectoria

### Como jugador
Debido a que sus padres habían decidido radicarse en Chile, Jorge inició su carrera en el Green Cross de Chile, en este club jugó cuatro años.  Luego pasó al Audax Italiano, con este club ganó el Campeonato de Fútbol de Chile de 1946. En 1948 decide emigrar a Colombia y juega en el Independiente Santa Fe de Bogotá.  En 1948 fue adquirido por el Emelec de Guayaquil, club con el que jugó la Campeonato Sudamericano de Campeones de 1948.  Por motivos personales decide volver a Colombia y juega por el Sporting Club de Barranquilla.  En 1953 decide volver al Emelec, club en el que juega hasta 1954 cuando se convierte de jugador a entrenador.

### Como entrenador
En 1955 dirige al Emelec.  En 1957 dirige a Asociación Deportiva Nueve de Octubre. En 1960 dirige al Everest y obtiene el Campeonato de Guayaquil. En 1964 dirige al Club Sport Patria. En 1965 obtiene el Vicecampeonato Nacional con Nueve de Octubre. En 1969 vuelve a dirigir al Everest.

## Selección nacional
Fue internacional con la Selección de fútbol de Ecuador.

### Participaciones internacionales
Campeonato Sudamericano 1953.

## Clubes
| Club           | País     | Año                      |
| -------------- | -------- | ------------------------ |
| Green Cross    | Chile    | 1940-1944                |
| Audax Italiano | Chile    | 1945-1948                |
| Santa Fe       | Colombia | 1948-1950                |
| Emelec         | Ecuador  | 1948 (Copa de Campeones) |
| Sporting       | Colombia | 1950-1952                |
| Emelec         | Ecuador  | 1953-1954                |

## Palmarés

### Como jugador
| Título                    | Club           | País  | Año  |
| ------------------------- | -------------- | ----- | ---- |
| Primera División de Chile | Audax Italiano | Chile | 1946 |

### Como entrenador
| Título                  | Club    | País    | Año  |
| ----------------------- | ------- | ------- | ---- |
| Campeonato de Guayaquil | Everest | Ecuador | 1960 |

- Datos: Q16582184
- Multimedia: Jorge Henriques Fuente / Q16582184